# Tihožitje
Tihožitje je umetniško delo, ki prikazuje večinoma nežive predmete, navadno običajne predmete, ki so bodisi naravni (hrana, rože, mrtve živali, rastline, kamenje, školjke itd.) bodisi jih je ustvaril človek (kozarci, knjige, vaze, nakit, kovanci, pipe itd.).
S poreklom iz srednjega veka in starogrško-rimske umetnosti se je tihožitje pojavilo kot posebna zvrst in strokovna specializacija v zahodnem slikarstvu do konca 16. stoletja in je od takrat ostalo pomembno. Ena od prednosti tihožitja je ta, da umetniku omogoča veliko svobode pri eksperimentiranju z razporeditvijo elementov znotraj kompozicije slike. Tihožitje kot posebna zvrst se je začelo z nizozemskim slikarstvom 16. in 17. stoletja, izraz tihožitje pa izhaja iz nizozemske besede stilleven. Zgodnje slike tihožitij, zlasti pred letom 1700, so pogosto vsebovale versko in alegorično simboliko, povezano z upodobljenimi predmeti. Kasnejša tihožitja nastajajo z različnimi mediji in tehnologijami, kot so najdeni predmeti, fotografije, računalniška grafika, pa tudi video in zvok.
Izraz vključuje slikanje mrtvih živali, predvsem divjadi. Žive veljajo za umetnost živali, čeprav so jih v praksi pogosto slikali po mrtvih modelih. Zaradi uporabe rastlin in živali kot teme ima kategorija tihožitja tudi skupne značilnosti z zoološko in zlasti botanično ilustracijo. Vendar pri vizualni ali likovni umetnosti delo ni namenjeno le pravilni ilustraciji predmeta.
Tihožitje je zasedlo najnižjo stopničko hierarhije žanrov, vendar je bilo izjemno priljubljeno pri kupcih. Poleg neodvisnega subjekta tihožitja slikanje tihožitja zajema druge vrste slikanja z izrazitimi elementi tihožitja, običajno simboličnimi, in »podobe, ki se opirajo na množico elementov tihožitja, ki naj bi reproducirali delček življenja«. Slika trompe l'oeil, katere namen je zavesti gledalca, da misli, da je prizor resničen, je posebna vrsta tihožitja, ki običajno prikazuje nežive in razmeroma ploščate predmete.

## Predhodniki in razvoj
Tihožitja pogosto krasijo notranjost starodavnih egipčanskih grobnic. Verjeli so, da bodo tam upodobljeni živilski predmeti in drugi predmeti v posmrtnem življenju postali resnični in na voljo za uporabo pokojniku. Starogrške poslikave na vazah prav tako kažejo veliko spretnost pri upodabljanju vsakdanjih predmetov in živali. Plinij Starejši omenja Peiraikosa kot slikarja plošč z nizkimi temami, kot so ohranjene v različicah mozaikov in provincialnih stenskih poslikav v Pompejih: »brivnice, čevljarske stojnice, osli, jedi in podobni predmeti«.
Podobna tihožitja, bolj preprosto dekorativna po namenu, vendar z realistično perspektivo, so bila najdena tudi v rimskih stenskih poslikavah in talnih mozaikih, odkritih v Pompejih, Herkulaneju in vili Boscoreale, vključno s pozneje znanim motivom steklene sklede sadja. Okrasni mozaiki, imenovani "emblema, ki so jih našli v domovih bogatih Rimljanov, so prikazovali ponudbo hrane, ki so jo uživali višji sloji, delovali pa so tudi kot znaki gostoljubja in kot praznovanje letnih časov in življenja.
Do 16. stoletja se bosta hrana in rože spet pojavila kot simbola letnih časov in petih čutov. V rimskih časih se je začela tudi tradicija uporabe lobanje na slikah kot simbola smrtnosti in zemeljskih ostankov, pogosto s spremno besedno zvezo Omnia mors aequat (Smrt naredi vse enake). Te podobe vanitas so bile na novo interpretirane skozi zadnjih 400 let umetnostne zgodovine, začenši z nizozemskimi slikarji okoli leta 1600.
Ljudsko spoštovanje realizma tihožitij je povezano s starogrško legendo o Zeuxisu in Parrhasiusu, ki naj bi nekoč tekmovala v ustvarjanju najbolj realističnih predmetov, kar je najzgodnejši opis slikanja trompe l'oeil v zgodovini. Kot je v starih rimskih časih zapisal Plinij Starejši, so bili grški umetniki stoletja prej že napredni v umetnosti portretiranja, žanrskega slikarstva in tihožitja. Izpostavil je Peiraikosa, »čigar umetnost prekašajo le redki ... Slikal je brivske in čevljarske stojnice, osle, zelenjavo in podobno, in zaradi tega so ga imenovali 'slikar vulgarnih tem'; ta dela so popolnoma čudovita in so bila prodana po višjih cenah kot največje [slike] mnogih drugih umetnikov.«

### Srednji vek in zgodnja renesansa
Do leta 1300, začenši z Giottom in njegovimi učenci, je bilo slikanje tihožitij oživljeno v obliki izmišljenih niš na religioznih stenskih slikah, ki so upodabljale vsakdanje predmete. V srednjem veku in renesansi je tihožitje v zahodni umetnosti ostalo predvsem dodatek krščanskim verskim temam in je imelo verski in alegorični pomen. To je še posebej veljalo za dela severnoevropskih umetnikov, katerih navdušenje nad zelo podrobnim optičnim realizmom in simboliko jih je pripeljalo do tega, da so posvetili veliko pozornosti celotnemu sporočilu svojih slik. Slikarji, kot je Jan van Eyck, so pogosto uporabljali elemente tihožitij kot del ikonografskega programa.
V poznem srednjem veku so bili tihožitni elementi, večinoma rože, pa tudi živali in včasih neživi predmeti, slikani z vse večjim realizmom v obrobah iluminiranih rokopisov, razvijajočih se modelih in tehničnih napredkih, ki so jih uporabljali slikarji večjih podob. Med umetniki, ki so izdelovali miniature za rokopise, in slikarskimi ploščami je bilo precejšnje prekrivanje, zlasti v zgodnjem nizozemskem slikarstvu. Ure Katarine iz Clevesa, verjetno izdelane v Utrechtu okoli leta 1440, so eden izjemnih primerov tega trenda, z obrobami, ki prikazujejo izjemen nabor predmetov, vključno s kovanci in ribiškimi mrežami, izbranimi tako, da dopolnjujejo besedilo ali glavno sliko. Flamske delavnice pozneje v stoletju so naturalizem mejnih elementov popeljale še dlje. Gotske millefleur tapiserije so še en primer vse večjega zanimanja za natančne upodobitve rastlin in živali. Komplet Gospa in samorog je najbolj znan primer, zasnovan v Parizu okoli leta 1500 in nato stkan v Flandriji.
Razvoj tehnike oljnega slikanja Jana van Eycka in drugih severnoevropskih umetnikov je omogočil slikanje vsakdanjih predmetov na ta hiperrealističen način, zaradi počasnega sušenja, mešanja in nanosa oljnih barv. Med prvimi, ki so se osvobodili religioznega pomena, sta bila Leonardo da Vinci, ki je ustvaril akvarelne študije sadja (okoli leta 1495) kot del svojega nemirnega raziskovanja narave, in Albrecht Dürer, ki je prav tako naredil natančne barvne risbe rastlinstva in živalstva.
Petrus Christusov portret neveste in ženina na obisku pri zlatarju je značilen primer prehodnega tihožitja, ki prikazuje tako religiozno kot posvetno vsebino. Čeprav so v sporočilu večinoma alegorične, so figure para realistične in prikazani predmeti (kovanci, posode itd.) so natančno naslikani, vendar je zlatar pravzaprav upodobitev sv. Eligija in predmeti močno simbolični. Druga podobna slika je družinski portret, ki združuje figure z dobro pogrnjeno mizo s hrano, kar simbolizira tako pobožnost človeških subjektov kot njihovo zahvalo za božje obilje. Približno v tem času so se na zunanjih polknih zasebnih nabožnih slik začele slikati preprosta tihožitja, ločena od figur (vendar ne z alegoričnim pomenom). Drugi korak k avtonomnemu tihožitju je bilo slikanje simboličnih rož v vazah na hrbtni strani posvetnih portretov okoli leta 1475. Jacopo de' Barbari je šel še korak dlje s svojim Tihožitjem z jerebico in rokavicami (1504), med najzgodnejšimi signiranimi in datiranimi tihožitji trompe l'oeil, ki vsebuje minimalno versko vsebino.
- Različne posode v obrobi iluminiranega Horarija za Engelberta iz Nassaua, flamskega umetnika, 1470.
- Detajl ene od tapiserij Gospa in samorog, millefleur, ok. 1500
- Albrecht Dürer, Veliki kos trave, 1503
- Jacopo de' Barbari, Tihožitje z jerebico in rokavicami (1504), zelo zgodnje samostojno tihožitje, morda hrbtna stran ali naslovnica za portret

## Kasnejša renesansa

### Šestnajsto stoletje
Čeprav je bila večina tihožitij po letu 1600 sorazmerno majhnih slik, je bila ključna stopnja v razvoju žanra tradicija »monumentalnih tihožitij«, večinoma osredotočena na Antwerpen, ki so bile velike slike, ki so vključevale velike količine tihožitij. s figurami in pogosto živalmi. To je bil razvoj Pietra Aertsena, katerega Stojnica z mesom s sveto družino, ki daje miloščino (1551, zdaj Uppsala) je predstavil tip s sliko, ki še vedno osupne. Drug primer je Mesnica Aertsenovega nečaka Joachima Beuckelaerja (1568), z realistično upodobitvijo surovega mesa, ki prevladuje v ospredju, medtem ko prizor v ozadju prikazuje nevarnosti pijančevanja in pohotnosti. Vrsta zelo velike kuhinje ali tržnice, ki sta jo razvila Pieter Aertsen in njegov nečak Joachim Beuckelaer, običajno prikazuje obilico hrane s tihožitjem kuhinjske posode in močnimi flamskimi kuhinjskimi pomočnicami. V daljavi je pogosto mogoče razbrati majhen verski prizor ali pa je dodana tema, kot je Štirje letni časi, da povzdigne motiv. Ta vrsta obsežnega tihožitja se je po ločitvi severa in juga še naprej razvijala v flamskem slikarstvu, vendar je v nizozemskem slikarstvu redka, čeprav druga dela v tej tradiciji predvidevajo tip žanrskega slikarstva vesele družbe.
Postopoma se je verska vsebina zmanjšala po obsegu in umestitvi v to vrsto slike, čeprav so se moralne lekcije nadaljevale kot podkonteksti. Eno relativno redkih italijanskih del v tem slogu, obdelava iste teme Annibale Carracci iz leta 1583, Mesnica, začne odstranjevati moralna sporočila, kot so to storila druga tihožitja iz kuhinje in tržnice tega obdobja. Vincenzo Campi je verjetno uvedel antwerpenski slog v Italijo v 1570-ih. Tradicija se je nadaljevala v naslednjem stoletju z več Rubensovimi deli, ki je tihožitja in živalske elemente večinoma oddal podizvajalcem specializiranim mojstrom, kot sta Frans Snyders in njegov učenec Jan Fyt. Do druge polovice 16. stoletja se je razvilo avtonomno tihožitje.
16. stoletje je bilo priča eksploziji zanimanja za naravni svet in ustvarjanju razkošnih botaničnih enciklopedij, ki so beležile odkritja Novega sveta in Azije. Spodbudila je tudi začetek znanstvene ilustracije in klasifikacije primerkov. Naravni predmeti so se začeli ceniti kot samostojni predmeti preučevanja, ločeni od kakršnih koli verskih ali mitoloških povezav. V tem času se je začela tudi zgodnja znanost o zeliščnih zdravilih, ki je bila praktična razširitev tega novega znanja. Poleg tega so premožni pokrovitelji začeli jamčiti za zbirko primerkov živali in mineralov ter tako ustvarili obsežne omare zanimivosti (cabinets of curiosities). Ti primerki so služili kot modeli slikarjem, ki so iskali realizem in novost. Školjke, žuželke, eksotično sadje in rože so začeli zbirati in trgovati, nove rastline, kot je tulipan (uvožen v Evropo iz Turčije), pa so slavili na tihožitjih.
Hortikulturna eksplozija je bila v Evropi zelo zanimiva in umetnik je to izkoristil, da je ustvaril na tisoče tihožitij. Nekatere regije in dvori so imeli posebne interese. Upodobitev citrusov je bila na primer posebna strast dvora Medičejcev v Firencah v Italiji. To veliko širjenje naravnih primerkov in rastoče zanimanje za naravno ilustracijo po vsej Evropi je povzročilo skoraj hkratno ustvarjanje sodobnih tihožitij okoli leta 1600.
Na prelomu stoletja je španski slikar Juan Sánchez Cotán uvedel špansko tihožitje s strogo umirjenimi slikami zelenjave, preden je leta 1603 pri svojih štiridesetih vstopil v samostan, po katerem je slikal verske teme.

### Slike iz 16. stoletja
- Pieter Aertsen, Mesna stojnica s sveto družino, ki daje miloščino (1551), 123,3 × 150 cm
- Annibale Carracci (1560–1609), Mesnica (1580)
- Juan Sánchez Cotán (1560–1627), Tihožitje s kutino, zeljem, melono in kumaro, olje na platnu, 69 × 84,5 cm
- Giovanni Ambrogio Figino, Kovinska plošča z breskvami in listi vinske trte (1591–94), plošča, 21 × 30 cm, njegovo edino znano tihožitje

## Sedemnajsto stoletje
Ugledni akademiki zgodnjega 17. stoletja, kot je bil Andrea Sacchi, so menili, da žanrsko slikarstvo in tihožitja nimata veljave, ki bi si zaslužila, da bi se slikarstvo štelo za veliko. Vplivna formulacija iz leta 1667 Andréja Félibiena, zgodovinopisca, arhitekta in teoretika francoskega klasicizma, je postala klasična izjava teorije o hierarhiji žanrov za 18. stoletje:
Celui qui fait parfaitement des païsages est au-dessus d'un autre qui ne fait que des fruits, des fleurs ou des coquilles. Celui qui peint des animaux vivants est plus estimable que ceux qui ne représentent que des choses mortes & sans mouvement; & comme la figure de l'homme est le plus parfait ouvrage de Dieu sur la Terre, il est certain aussi que celui qui se rend l'imitateur de Dieu en peignant des figures humaines, est beaucoup plus great que tous les autres ...
»Tisti, ki ustvarja popolne pokrajine, je boljši od tistega, ki proizvaja samo sadje, rože ali morske sadeže. Tisti, ki slika žive živali, je bolj cenjen od tistih, ki predstavljajo samo mrtve stvari brez gibanja, in ker je človek najpopolnejše božje delo na zemlji, je gotovo tudi tisti, ki postane posnemalec Boga v upodabljanju človeških figur, veliko boljši od vseh ostalih ...«.

## Nizozemsko in flamsko slikarstvo
Tihožitje se je razvilo kot posebna kategorija v Nizozemskih deželah v zadnji četrtini 16. stoletja. Izraz tihožitje izhaja iz nizozemske besede stilleven, medtem ko romanski jeziki (pa tudi grščina, poljščina, ruščina in turščina) običajno uporabljajo izraze, ki pomenijo mrtvo naravo. Zgodnje nizozemsko slikarstvo 15. stoletja je razvilo zelo iluzionistične tehnike tako v slikarstvu na ploščah kot v iluminiranih rokopisih, kjer so obrobe pogosto predstavljale dovršene prikaze rož, žuželk in, v delu, kot je Ure Katarine iz Clevesa, veliko različnih predmetov. Ko je iluminirani rokopis izpodrinila tiskana knjiga, so bile iste veščine pozneje uporabljene v znanstveni botanični ilustraciji; Nizozemske dežele so vodile Evropo tako v botaniki kot v njenem upodabljanju v umetnosti. Flamski umetnik Joris Hoefnagel (1542–1601) je izdeloval akvarele in gvaše s slikami rož in drugih tihožitij za cesarja Rudolfa II., veliko je bilo tudi graviranih ilustracij za knjige (pogosto tedaj ročno barvanih), kot je Florilegium Hansa Collaerta , ki ga je izdal Plantin leta 1600.
Okoli 1600 je postalo slikanje rož v olju nekakšna norost; Karel van Mander je nekaj del naslikal sam in beleži, da so to storili tudi drugi severni manieristični umetniki, kot je Cornelis van Haarlem. Ohranjena njuna cvetlična dela niso znana, vendar jih je veliko preživelo od vodilnih strokovnjakov, Jana Brueghela starejšega in Ambrosiusa Bosschaerta, oba dejavna na južni Nizozemski.
Medtem ko so umetniki na severu našli omejene možnosti za ustvarjanje religiozne ikonografije, ki je bila dolgo njihova stalnica – podobe verskih subjektov so bile v nizozemski reformirani protestantski cerkvi prepovedane –, je nadaljevala severnjaška tradicija podrobnega realizma in skritih simbolov pritegnila rastoči nizozemski srednji razred, ki sta zamenjala Cerkev in državo kot glavna pokrovitelja umetnosti na Nizozemskem. K temu je bila dodana nizozemska manija vrtnarstva, zlasti tulipanov. Ta dva pogleda na rože – kot estetske predmete in kot verske simbole – sta se združila in ustvarila zelo močan trg za to vrsto tihožitij. Tihožitje, tako kot večina nizozemskih umetnin, so na splošno prodajali na odprtih trgih ali s strani trgovcev ali umetnikov v njihovih studiih in redko naročali; zato so umetniki običajno izbrali temo in aranžma. Ta vrsta slikanja tihožitij je bila tako priljubljena, da je bil velik del tehnike nizozemskega slikanja rož kodificiran v traktatu Groot Schilderboeck iz leta 1740 Gerarda de Lairesseja, ki je podal obsežne nasvete o barvi, aranžiranju, čopiču, pripravi vzorcev, harmonija, kompozicija, perspektiva itd.
Simbolika rož se je razvijala od zgodnjih krščanskih dni. Najpogostejše rože in njihov simbolni pomen so: vrtnica (devica Marija, minljivost, Venera, ljubezen); lilija (Devica Marija, devištvo, ženske prsi, čistost uma ali pravičnost); tulipan (razkošnost, plemenitost); sončnica (zvestoba, božanska ljubezen, predanost); vijolična (skromnost, zadržanost, ponižnost); kolumbina (melanholija); mak (moč, spanje, smrt). Pri žuželkah metulj predstavlja transformacijo in vstajenje, medtem ko kačji pastir simbolizira minljivost, mravlja pa trdo delo in pozornost do žetve.
Flamski in nizozemski umetniki so prav tako razvejali in oživili starogrško tradicijo tihožitja trompe l'oeil, zlasti posnemanje narave ali mimesis, ki so ga poimenovali bedriegertje ('majhna prevara'). Poleg teh vrst tihožitij so nizozemski umetniki prepoznali in ločeno razvili slike 'kuhinje in tržnice', tihožitja mize z zajtrkom in hrano, slike 'vanitas' in slike alegorične zbirke.
V katoliški južni Nizozemski je bil razvit žanr girland. Okoli leta 1607–1608 sta umetnika iz Antwerpna Jan Brueghel starejši in Hendrick van Balen začela ustvarjati te slike, ki so sestavljene iz podobe (običajno nabožne), ki jo obdaja bujen venec tihožitja. Slike so nastale v sodelovanju dveh strokovnjakov: tihožitja in slikarja figur. Daniel Seghers je žanr razvil naprej. Slike z girlandami, ki so prvotno služile devocijski funkciji, so postale izjemno priljubljene in so se pogosto uporabljale kot dekoracija domov.
Posebna zvrst tihožitja je bila tako imenovana pronkstilleven (nizozemščina za 'razkošno tihožitje'). Ta slog okrašenega slikanja tihožitij so v 1640-ih v Antwerpnu razvili flamski umetniki, kot sta Frans Snyders in Adriaen van Utrecht. Slikali so tihožitja, ki so poudarjala obilje z upodobitvijo raznovrstnih predmetov, sadja, rož in mrtve divjadi, pogosto skupaj z živimi ljudmi in živalmi. Slog so kmalu sprejeli umetniki iz Nizozemske republike.
V tem obdobju so bile še posebej priljubljene slike 'vanitas', na katerih so razkošne aranžmaje iz sadja in cvetja, knjig, kipcev, vaz, kovancev, nakita, slik, glasbil in znanstvenih instrumentov, vojaških insignij, finega srebra in kristala spremljali simbolični opomniki o življenju. minljivost. Poleg tega bi lobanja, peščena ali žepna ura, goreča sveča ali knjiga, ki obrača strani, služili kot moralizirajoče sporočilo o minljivosti čutnih užitkov. Pogosto bi bilo prikazano, da se nekateri sadeži in rože začnejo kvariti ali bledijo, da bi poudarili isto točko.
- Cornelis Norbertus Gysbrechts ({ok. 1660–1683), trompe l'oeil (ok.1680), Los Angeles County Museum of Art
- Jan Philip van Thielen (1618–1667), Vaza s cvetjem (ok. 1660), Fitzwilliam Museum, Cambridge, Anglija
- Maria van Oosterwijk, Vanitas-tihožitje (1693)
- Jan Jansz. Treck (1606–1652), Tihožitje Vrč iz kositra in dva porcelanasta krožnika (1645)
- Lubin Baugin (ok. 1610–1663), Le Dessert de gaufrettes (ok. 1631), Louvre, Pariz

Druga vrsta tihožitij, znana kot ontbijtjes ali 'slike zajtrka', predstavlja tako dobesedno predstavitev dobrot, ki bi jih lahko užival višji sloj, kot tudi verski opomin, naj se izogibajo požrešnosti. Okoli leta 1650 je Samuel van Hoogstraten naslikal eno prvih slik za stensko stojalo, tihožitja trompe l'oeil, ki prikazujejo predmete, privezane, pritrjene ali kako drugače pritrjene na stensko ploščo, vrsto tihožitij, zelo priljubljenih v Združene države Amerike v 19. stoletju. Druga različica je bila trompe l'oeil tihožitje, ki je upodabljalo predmete, povezane z danim poklicem, kot na sliki Cornelisa Norbertusa Gysbrechta Slikarjevo stojalo s koščkom sadja, ki prikazuje vsa orodja slikarske obrti. V prvi polovici 17. stoletja je bilo priljubljeno tudi slikanje velikega izbora primerkov v alegorični obliki, kot so »pet čutov«, »štirje kontinenti« ali »štirje letni časi«, ki prikazujejo boginjo ali alegorično figuro obkroženo z ustreznimi naravnimi in umetnimi predmeti. Priljubljenost slik 'vanitas' in teh drugih oblik tihožitij se je kmalu razširila iz Nizozemske v Flandrijo in Nemčijo ter tudi v Španijo in Francijo.
Nizozemska proizvodnja tihožitij je bila ogromna in so jih zelo veliko izvažali, zlasti v severno Evropo; Britanija jih je skorajda sama proizvedla. Nemško tihožitje je tesno sledilo nizozemskim modelom; Georg Flegel je bil pionir v čistem tihožitju brez figur in je ustvaril kompozicijsko inovacijo postavljanja podrobnih predmetov v omare, omare in vitrine ter ustvarjanja hkratnih več pogledov.

### Južna Evropa
V španski umetnosti je bodegón tihožitje, ki prikazuje predmete iz shrambe, kot so živila, divjačina in pijača, pogosto razporejene na preprosti kamniti plošči, in tudi slika z eno ali več figurami, vendar pomembnimi elementi tihožitja, običajno v kuhinji ali gostilni. Začenši z barokom, so takšne slike postale priljubljene v Španiji v drugi četrtini 17. stoletja. Zdi se, da se je tradicija slikanja tihožitij začela in je bila veliko bolj priljubljena v sodobnih deželah, danes v Belgiji in na Nizozemskem (takrat flamski in nizozemski umetniki), kot je bila kadar koli v južni Evropi. Severnjaška tihožitja so imela veliko podzvrsti; kos zajtrka je bil povečan s trompe l'oeil, cvetličnim šopkom in vanitas.
V Španiji je bilo veliko manj obiskovalcev za tovrstne stvari, vendar je postala priljubljena vrsta zajtrka, ki je vseboval nekaj predmetov hrane in namizne posode, položenih na mizo. Tihožitje v Španiji, imenovano tudi bodegones, je bilo strogo. Razlikovalo se je od nizozemskega tihožitja, ki je pogosto vsebovalo bogate bankete, obdane z okrašenimi in razkošnimi predmeti iz blaga ali stekla. Divjad na španskih slikah so pogosto navadne mrtve živali, ki še čakajo na odiranje. Sadje in zelenjava sta nekuhana. Ozadja so mračni ali navadni leseni geometrijski bloki, ki pogosto ustvarjajo nadrealistični pridih. Čeprav sta imela tako nizozemsko kot špansko tihožitje pogosto vgrajen moralni namen, se zdi, da strogost, ki se nekaterim zdi podobna temačnosti nekaterih španskih planot, zavrača čutne užitke, obsežnost in razkošje nizozemskih slik tihožitij.
Čeprav je italijansko tihožitje (v italijanščini imenovano natura morta, 'mrtva narava') postajalo vse bolj priljubljeno, je ostalo zgodovinsko manj spoštovano kot 'velika manira' slikanja zgodovinskih, verskih in mitskih tem. Po drugi strani pa so uspešni italijanski umetniki tihožitja v svojem času našli veliko pokroviteljstva. Poleg tega so slikarke, kolikor jih je bilo malo, pogosto izbirale ali bile omejene na slikanje tihožitij; Giovanna Garzoni, Laura Bernasconi, Maria Theresa van Thielen in Fede Galizia so pomembni primeri.
Številni vodilni italijanski umetniki v drugih žanrih so tudi ustvarili nekaj tihožitij. Caravaggio je svojo vplivno obliko naturalizma uporabil zlasti za tihožitje. Njegova Košara s sadjem (okoli 1595–1600) je eden prvih primerov čistega tihožitja, natančno upodobljenega in postavljenega v višini oči. Čeprav ni bila preveč simbolična, je bila ta slika v lasti kardinala Federica Boromea in je bila morda cenjena tako iz verskih kot estetskih razlogov. Jan Bruegel je za kardinala naslikal tudi svoj Veliki milanski šopek (1606), pri čemer je trdil, da ga je naslikal fatta tutti del natturel (vse je narejeno iz narave) in je dodatno zaračunal dodaten trud. Te so bile med številnimi tihožitji v kardinalovi zbirki poleg njegove velike zbirke zanimivosti. Med drugimi italijanskimi tihožitji je Kuharica Bernarda Strozzija 'kuhinjski prizor' v nizozemski maniri, ki je hkrati podroben portret kuharice in divjadi, ki jo pripravlja. Na podoben način ena redkih Rembrandtovih tihožitij, Deklica z mrtvimi pavi, združuje podoben simpatičen ženski portret s podobami divjih ptic.
V katoliški Italiji in Španiji je bilo čisto slikanje vanitas redko, strokovnjakov za tihožitja pa je bilo veliko manj. V južni Evropi je v primerjavi s severnoevropskimi slogi več uporabe mehkega naturalizma Caravaggia in manj poudarka na hiperrealizmu. V Franciji so na slikarje tihožitij (nature morte) vplivali tako severna kot južna šola, ki so si izposodili nizozemske slike vanitas in španske rezervne ureditve.
- Fede Galizia (1578–1630), Jabolka v krožniku (ok.1593)
- Fede Galizia, (1578–1630), Maiolica košara s sadjem (ok. 1610), zasebna zbirka
- Giovanna Garzoni (1600–1670), Tihožitje s skledo citrusoc (1640), tempera na pergamentu, Muzej Getty, Pacific Palisades, Los Angeles, Kalifornija
- Giacomo Francesco Cipper (1664–1736), Tihožitje rib in školjk